# Jerome Edward Listecki
Jerome Edward Listecki (Chicago, 12 marzo 1949) è un arcivescovo cattolico statunitense, dal 4 novembre 2024 arcivescovo emerito di Milwaukee.

## Biografia
Jerome Edward Listecki è nato a Chicago, in Illinois il 12 marzo 1949 da Harry Listecki e Alfreda (nata Kasprzyk). È cresciuto nel quartiere di Southeast Side. Suo padre (morto nel 1986) possedeva una taverna e poi ha lavorato come autista di autobus per la Chicago Transit Authority.

### Formazione e ministero sacerdotale
Ha frequentato la scuola elementare della parrocchia di San Michele Arcangelo, la Quigley South High School e nel 1967 ha conseguito il diploma. Nel 1971 ha ottenuto il Bachelor of Arts in filosofia presso il Niles College della Loyola University di Chicago come alunno del Saint Joseph College Seminary. Ha seguito la formazione teologica presso l'Università di Saint Mary of the Lake a Mundelein e nel 1978 ha ottenuto la licenza in teologia. Durante le estati, quando era seminarista, ha lavorato nell'impianto di sinterizzazione di un altoforno della United States Steel vicino a Chicago.
Nel 1974 è stato ordinato diacono. Ha quindi prestato servizio nella parrocchia di San Michele a Orland Park. Il 14 maggio 1975 è stato ordinato presbitero per l'arcidiocesi di Chicago dal cardinale John Patrick Cody. L'anno successivo ha conseguito la laurea in diritto civile alla DePaul University. Ha prestato servizio come vicario parrocchiale della parrocchia di Santa Maria Margherita a Chicago dal 1975 al 1976 e vicario parrocchiale della parrocchia della Madre di Cristo a Chicago, professore e decano al Quigley Preparatory Seminary North dal 1976 al 1979. Nel 1979 è stato inviato a Roma per studi. Ha preso residenza presso la Casa Santa Maria del Pontificio collegio americano del Nord. Nel 1981 ha conseguito la licenza in diritto canonico presso la Pontificia università "San Tommaso d'Aquino". Nel 1983 ha ottenuto il dottorato nella stessa disciplina e nel medesimo ateneo con una tesi intitolata "Indissolubility and the United Methodist Church". Tornato in patria è stato professore di teologia all'University of Saint Mary of the Lake a Mundelein dal 1983 al 2000; cappellano militare assistente presso la base militare di Chicago dal 1983 al 1999 e parroco della parrocchia di Sant'Ignazio a Chicago da 1999 al 2000.
Ha lavorato all'interno della cancelleria arcidiocesana come giudice d'appello per il tribunale matrimoniale e separatamente come consulente legale interno dell'arcidiocesi dal 1985 al 1987. È stato anche cappellano della Gilda dei medici cattolici di Chicago.
La sua esperienza mediatica ha incluso il ruolo di co-hosting del programma WIND della stazione radio di Chicago "Catholic Conversation" dal 1978 al 1979, la regolare partecipazione come celebrante per la WGN TV "Mass for Shut-in" nonché il servizio come produttore per molti altri programmi televisivi.

### Ministero episcopale
Il 7 novembre 2000 papa Giovanni Paolo II lo ha nominato vescovo ausiliare di Chicago e titolare di Nara. Ha ricevuto l'ordinazione episcopale l'8 gennaio successivo dal cardinale Francis Eugene George, arcivescovo metropolita di Chicago, co-consacranti l'arcivescovo metropolita di Portland in Oregon John George Vlazny e quello di Kansas City James Patrick Keleher.
Il 29 dicembre 2004 lo stesso pontefice lo ha nominato vescovo di La Crosse. Ha preso possesso della diocesi il 1º marzo 2005.
A La Crosse ha avviato una campagna di raccolta fondi da 50 milioni di dollari, un processo di pianificazione per ristrutturare il ministero e le parrocchie della diocesi ed è stato determinante nello sviluppo del santuario di Nostra Signora di Guadalupe, un progetto avviato dal suo predecessore, Raymond Leo Burke.
Il 14 novembre 2009 papa Benedetto XVI lo ha nominato Arcivescovo metropolita di Milwaukee. Ha preso possesso dell'arcidiocesi il 4 gennaio successivo alla presenza del nunzio apostolico Pietro Sambi. Il 29 giugno 2010 il papa gli ha imposto il pallio, simbolo degli arcivescovi metropoliti, durante una celebrazione svoltasi nella basilica di San Pietro in Vaticano.
Nel febbraio del 2012 e nel dicembre del 2019 ha compiuto la visita ad limina.
Ha prestato servizio come cappellano militare della United States Army Reserve per 20 anni e si è ritirato con il grado di tenente colonnello.
In seno alla Conferenza dei vescovi cattolici degli Stati Uniti è stato presidente del comitato per la pratica pastorale, membro del comitato per il matrimonio e la vita famigliare, membro del comitato per le missioni interne, membro del comitato per il ministero universitario e membro del sottocomitato per la cura pastorale di migranti, rifugiati e viaggiatori.
Il 4 novembre 2024 papa Francesco ha accolto la sua rinuncia, presentata per raggiunti limiti di età, al governo pastorale dell'arcidiocesi di Milwaukee; gli è succeduto Jeffrey Scott Grob, fino ad allora vescovo titolare di Abora ed ausiliare di Chicago.

## Critiche
Il 6 gennaio 2010 il Survivors Network of those Abused by Priests (SNAP) ha criticato l'arcivescovo Listecki per aver permesso agli arcivescovi in pensione Rembert George Weakland di Milwaukee e Daniel Edward Pilarczyk di Cincinnati, che erano implicati in casi di abusi sessuali, di partecipare a una messa nella cattedrale di San Giovanni a Milwaukee. Il 12 gennaio, durante un'audizione del Senato dello Stato del Wisconsin su un disegno di legge per estendere lo statuto di prescrizione per la segnalazione di abusi come sostenuto dal procuratore distrettuale di Milwaukee John Chisholm, il senatore dello stato Glenn Grothman si è unito a questa critica e ha anche chiesto a Listecki perché avesse permesso a Weakland, che era stato accusato di avere trasferito diversi preti accusati di abusi, di mantenere il suo titolo di arcivescovo emerito di Milwaukee e di non avere cambiato il nome del Weakland Center del centro pastorale della cattedrale di San Giovanni. Listecki ha testimoniato contro il disegno di legge, dicendo che avrebbe colpito in particolare le istituzioni cattoliche e che avrebbe mandato in bancarotta l'arcidiocesi di Milwaukee.
Nel febbraio del 2010 monsignor Listecki è stato criticato pubblicamente da Jerry Matysik, capo della polizia di Eau Claire, e dallo SNAP per aver presumibilmente eluso la legislazione dello stato del Wisconsin sulla procedura di notifica di abuso della diocesi di La Crosse in una testimonianza contro l'estensione dello statuto di prescrizione. Hanno affermato: "L'arcivescovo Listecki sembra più interessato a proteggere l'organizzazione piuttosto che a proteggere i bambini". Nell'agosto del 2010 la SNAP lo ha criticato per aver ignorato l'azione su una denuncia di abuso a causa della mancanza di prove.
Il 30 marzo 2010 l'arcivescovo si è scusato con le vittime di abusi sessuali del clero in un comunicato in cui si afferma che sia i singoli autori, sia i vescovi che non sono riusciti a fermarli "vanno contro tutto ciò che la Chiesa e il sacerdozio rappresentano". Ha accreditato il coraggio delle "vittime-sopravvissute" che hanno insistito nel portare i loro casi alla luce e costringere la Chiesa a cambiare. "Dobbiamo a queste vittime e ai sopravvissuti la nostra profonda gratitudine e riconosciamo che le nostre stesse azioni non hanno sempre espresso quella gratitudine in modo adeguato". Ha difeso il ruolo di papa Benedetto XVI in materia:
Tre anni dopo, il New York Times ha commentato:
Listecki si riferiva probabilmente alla "curva di apprendimento" che gli psichiatri sperimentavano quando divenne chiaro, intorno al 2002, che spesso i pedofili non erano stati curati dalle loro tendenze.

## Genealogia episcopale e successione apostolica
La genealogia episcopale è:
- Cardinale Scipione Rebiba
- Cardinale Giulio Antonio Santori
- Cardinale Girolamo Bernerio, O.P.
- Arcivescovo Galeazzo Sanvitale
- Cardinale Ludovico Ludovisi
- Cardinale Luigi Caetani
- Cardinale Ulderico Carpegna
- Cardinale Paluzzo Paluzzi Altieri degli Albertoni
- Papa Benedetto XIII
- Papa Benedetto XIV
- Papa Clemente XIII
- Cardinale Giovanni Francesco Albani
- Cardinale Carlo Rezzonico
- Cardinale Antonio Dugnani
- Arcivescovo Jean-Charles de Coucy
- Cardinale Gustave-Maximilien-Juste de Croÿ-Solre
- Vescovo Charles-Auguste-Marie-Joseph Forbin-Janson
- Cardinale François-Auguste-Ferdinand Donnet
- Vescovo Charles-Emile Freppel
- Cardinale Louis-Henri-Joseph Luçon
- Cardinale Charles-Henri-Joseph Binet
- Cardinale Maurice Feltin
- Cardinale Jean-Marie Villot
- Cardinale Agostino Cacciavillan
- Cardinale Francis Eugene George, O.M.I.
- Arcivescovo Jerome Edward Listecki

La successione apostolica è:
- Vescovo Donald Joseph Hying (2011)
- Vescovo James Patrick Powers (2016)
- Vescovo Jeffrey Robert Haines (2017)
- Vescovo James Thomas (Ty) Schuerman (2017)

## Araldica
| Stemma | Titolare                                        | Descrizione |
|        | Jerome Edward Listecki Arcivescovo di Milwaukee | Partito:: al primo gheronato di rosso e d'argento, al bisante d'azzurro, caricato dell'aquila calva al naturale; al secondo di rosso, alle due spade incrociate d'oro, caricate dal libro aperto al naturale, sovraccaricato del motto LEX CHRISTI LEX CARITATIS, sormontate dal giglio d'argento e dalla stella (8) dello stesso. Ornamenti esteriori da vescovo. Motto: "Life is Christ". |